# ダッハシュタイン山塊
ダッハシュタイン山塊（ダッハシュタインさんかい、Dachstein）は、オーストリアのカルストの山塊で、東アルプスの一部である北部石灰岩アルプス（Northern Limestone Alps）である。このエリア中の最高峰がHoher Dachstein (2995m) であり、上記北部石灰岩アルプスの中では2番目に高い。オーストリア中央部の、オーバーエスターライヒ州とシュタイアーマルク州の境界に位置し、両州の最高地点でもある。山塊にはザルツブルク州にかかっている部分もあることから「三州の山」（Drei-Länder-Berg）とも呼ばれる。
ハルシュタット湖周辺を中心に「ザルツカンマーグート地方のハルシュタットとダッハシュタインの文化的景観」として、ユネスコの世界遺産に登録されている。
ダッハシュタイン山塊はおよそ20×30 km の広がりを持ち、そこには2500m級の数十の山頂群を含んでいる。それらの山頂群の中でも、南から南西部にあたる地域は特に高い。北から眺めると、ダッハシュタイン山塊は氷河に覆われ、そこから数々の頂が突き出ているように見える。逆に、南側から見ると、ほとんど垂直に谷底に落ち込んでいるように見える。

## 地形
ダッハシュタインは、地学的には「ダッハシュタイン石灰岩」（Dachstein-Kalk）と呼ばれる三畳紀に遡る岩で出来ている。他所のカルスト地形と同じように、ダッハシュタインも多くの洞窟を抱えており、その中には「マンモスの洞窟」（Mammuthhöhle）などのように、オーストリア最大級のものも含まれている。他に観光地としても重要な洞窟には「氷の洞窟」（Eisriesenhöhle）がある。この山塊は、化石の出土などでも良く知られている。

## 氷河
氷河は、北部石灰岩アルプスでは珍しいものである。その中にあって、ダッハシュタイン山塊にあるハルシュタット氷河（Hallstätter Gletscher）、大ゴーザウ氷河（Großer Gosaugletscher）、シュラドミンク氷河（Schladminger Gletscher）などは、最大級のもので、しかもアルプス山脈全体の中でも最北端・最東端に位置するものである。より小さな氷河には、小ゴーザウ氷河（Kleine Gosaugletscher）、雪穴氷河（Schneelochgletscher）などがある。
しかし、これらの氷河は急速に融解しており、21世紀初頭には80年以内に完全消滅するのではないかとも予測された。ハルシュタット氷河の例で言えば、2003年だけで、20mも後退した。

## 登山
山頂への到達を最初に成し遂げたのは、Peter Gappmayrで、1832年のことだった。彼はカール大公がハルシュタット氷河経由で失敗したことを踏まえて、ゴーザウ氷河経由で試みて成功した。Gappmayrの山頂到達後2年もしないうちに、それを記念した木製の十字架が山頂に建てられた。
冬季の山頂到達に初めて成功したのはFriedrich Simonyで、1847年1月14日のことだった。南側の切り立った断崖を最初に登りきったのは、シュタイナー兄弟（イルク・シュタイナー、フランツ・シュタイナー）で、1909年9月22日のことだった。
二つの州の最高地点であることから、この山塊の頂上は冬の登山であれ夏であれ、登山の人気のある目的地になっている。天気の良い日には100人もの登山家が登頂しようとすることもあるため、登山上の要衝は人でごった返すことになる。
よく知られているルートは次の通りである。
- Hallstatt glacier - North-East Face (Randkluft-Anstieg)
- Hallstatt glacier - East Ridge (Schulter-Anstieg)
- Gosau glacier - Obere Windluke - West Ridge

これらのうちではNorth-East Faceルートを利用する登山者が最も多く、天候のよい休日などには行列ができるほどである。East Ridgeルートは、登り始めの箇所にボルトなど掴めるものがないためか利用するものは非常に少ない。これらのルートは、岩登りの経験のある者にとって、簡単かつ短時間で頂上に到達できるルートである。冬期はボルト等が雪や氷に埋まってしまい掴めるものがないことがあるので、アイスピッケルが必須である。
North-East FaceおよびEast Ridgeは観光およびスキーのためのケーブルカーの山上駅から近く、しかもHallstatt glacierの傾斜がなだらかであり、またこれらの地点までは雪上車の跡をたどればよいため、雪におおわれた(基本的に危険な)山であるとの認識なしにたどり着くことができる。
West Ridgeは他の2ルートのように岩登りの技術をほとんど必要としないので、初心者に向いたルートである。Adamekhütteに前日一泊してGosau glacierを横断してWest Ridgeを歩いて頂上に立つのが一般的である。またSimonyhütteからSteiner's Schartを越え、Gosau glacierを通ってくるものもいる。冬期はWest Ridgeを大きな雪庇が覆うことがあるので注意が必要である。
Hallstatt glacierは一般的になだらかな傾斜で、しかも雪上車がスキールートをつくってくれているため、このルートを通る限り一年中軽装で歩くことができる。逆にGosau glacierは傾斜が急なところが多いこと、夏期は氷が露出しかもクレバスが多いことなどにより、アイゼンをはいての歩行が必要である。
上記に述べた通りどのルートをとっても簡単に見えるようであるが、これらのルートでは氷河横断のための基本的な装備と登山知識が必要になる。より興味深い登山ルートは南側の断崖に集中している。それらの中でも最も有名なのはSteinerweg (graded V) と Pichlweg (graded IV) である。